# Bahnstrecke Dar'a–Bosra
| Streckenlänge: | 39 km   |                                     |                                     |
| Spurweite: | 1050 mm |                                     |                                     |
| |         |                                     |                                     |
| \| \| \| ↓ Hedschasbahn von Damaskus \| \| \| \| \| → Bahnstrecke Haifa–Darʿā von Haifa \| \| \| \| 0,0 \| Darʿa \| Darʿa \| \| \| \| Ghares \| \| \| \| \| ← Hedschasbahn nach Medina \| \| \| \| \| Autobahn Amman–Damaskus \| \| \| \| \| at-Tayyibeh \| \| \| \| 10,5 \| Wadi \| Wadi \| \| \| \| Römerstraße von Bosra \| \| \| \| \| Ghasam \| \| \| \| \| Römerstraße von Bosra \| \| \| \| 39,0 \| Bosra Gleisdreieck \| Bosra Gleisdreieck \| \| \| \| Bosra-Amphitheater \| \| |         |                                     |                                     |
| Strecke |         | ↓ Hedschasbahn von Damaskus         | ↓ Hedschasbahn von Damaskus         |
| Abzweig geradeaus und von rechts |         | → Bahnstrecke Haifa–Darʿā von Haifa | → Bahnstrecke Haifa–Darʿā von Haifa |
| Bahnhof | 0,0     | Darʿa                               | Darʿa                               |
| Bahnhof |         | Ghares                              | Ghares                              |
| Abzweig geradeaus und nach rechts |         | ← Hedschasbahn nach Medina          | ← Hedschasbahn nach Medina          |
| Strecke mit Straßenbrücke |         | Autobahn Amman–Damaskus             | Autobahn Amman–Damaskus             |
| Bahnhof |         | at-Tayyibeh                         | at-Tayyibeh                         |
| Brücke | 10,5    | Wadi                                | Wadi                                |
| Bahnübergang |         | Römerstraße von Bosra               | Römerstraße von Bosra               |
| Bahnhof |         | Ghasam                              | Ghasam                              |
| Bahnübergang |         | Römerstraße von Bosra               | Römerstraße von Bosra               |
| Bahnhof | 39,0    | Bosra Gleisdreieck                  | Bosra Gleisdreieck                  |
| Kopfbahnhof Streckenende |         | Bosra-Amphitheater                  | Bosra-Amphitheater                  |

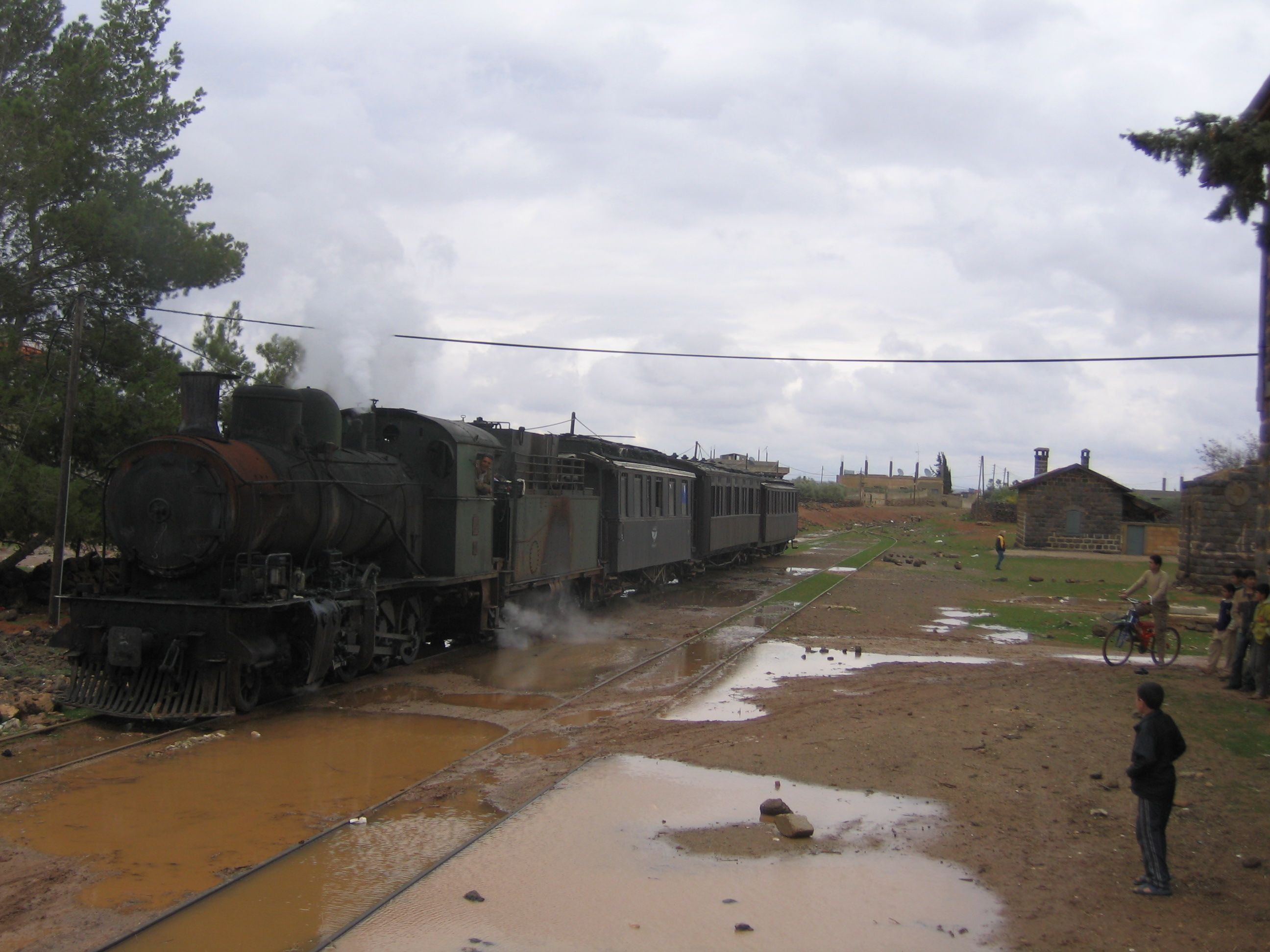
Bahnhof Al Taibe

Die Bahnstrecke Darʿa–Bosra war nach der Bahnstrecke Haifa–Darʿā die zweite Zweigstrecke der Hedschasbahn. Sie wurde somit in der Spurweite von 1050 mm errichtet und führt von dem an der Hedschasbahn gelegenen Bahnhof Darʿā in die Stadt Bosra.
Die 39 km lange Strecke wurde zum ersten Mal 1911/1912 gebaut. Sie verläuft durch die Hauran-Ebene, eine flache, fruchtbare Landschaft. Nennenswerte topografische Schwierigkeiten waren deshalb beim Bau nicht zu überwinden. Die Bahn sollte diese Kornkammer erschließen und die militärische Kontrolle über ein Hauptsiedlungsgebiet der Drusen stärken. Schon zu Beginn des Ersten Weltkriegs aber demontierte die Osmanische Militärbahn in Palästina die Strecke 1914, da ihre Schienen und Schwellen für die militärisch erforderliche Verlängerung der Bahnstrecke Haifa–Darʿa in Richtung der Palästinafront am Sinai benötigt wurden.
Nach dem Krieg fiel die Bahnstrecke in das französisch kontrollierte Mandatsgebiet Syrien. Die dort bestehenden Strecken wurden von der Eisenbahngesellschaft Damas–Hama et Prolongements (D.H.P.) betrieben. Sie verlegte die Bahnstrecke Darʿa–Bosra 1924 neu.
Heute verkehren auf der Strecke planmäßig keine Züge mehr, sie ist aber noch befahrbar. Es finden Sonderfahrten statt, so etwa anlässlich des Bosra-Festivals von und nach Damaskus oder für Eisenbahnfreunde.